# Velimir Khlebnikov
Velimir Khlebnikov (russisk: Велими́р Хле́бников. Født: Viktor Vladimirovitj Khlebnikov russisk: Виктор Владимирович Хлебников,9. november 1885 – 28. juni 1922) var en russisk digter og prosaforfatter fra den russiske sølvalder. Han var en fremtrædende skikkelse i den russiske avantgardekunst. Khlebnikov var blandt stifterne af den russiske futurisme, og reformator af det poetiske sprog. Han var en eksperimentatoren i skabelsen af ord og det transmentale sprog, der var en poetisk udtryksform baseret på lydeffekter uden mening i konventionel forstand. Han er blandt andet forfatteren bag træernes, græshopperne og fuglenes sprog.
I 1912 var Khlebnikov medforfatter til futuristernes provokerende manifest "En ørefigen til den offentlige smag".
Khlebnikov delte dog ikke i futuristernes begejstring for fart og teknik, men var tværtimod optaget af urgammel slavisk og orientalsk mytologi, af magi og folkekunst. Han eksperimenterede med digtenes grafiske udtryk, ofte i samarbejde med kunstnere som P. Filonov (russisk: Павел Николаевич Филонов), der fx kalligraferede og illustrerede poemet Nat i Galizien (1914). Khlebnikov var en drømmende enspænder og Majakovskijs diametrale modsætning. Trods sin underbetonede position har han haft stor betydning for de russiske formalister og for generationer af eksperimenterende lyrikere og prosaister.